# Distrito de Waidhofen an der Thaya
El distrito de Waidhofen an der Thaya es un distrito político del estado de Baja Austria (Austria). La capital del distrito es la ciudad de Waidhofen an der Thaya.

## División administrativa

### Localidades con población (año 2018)
- Dietmanns 1,063
- Dobersberg 1,618
- Gastern 1,218
- Groß-Siegharts 2,775
- Karlstein an der Thaya 1,468
- Kautzen 1,119
- Ludweis-Aigen 914
- Pfaffenschlag bei Waidhofen an der Thaya 913
- Raabs an der Thaya 2,651
- Thaya 1,380
- Vitis 2,678
- Waidhofen an der Thaya 5,501
- Waidhofen an der Thaya-Land 1,266
- Waldkirchen an der Thaya 534
- Windigsteig 945

### Municipios
Barrios, aldeas y otras subdivisiones de los municipios se indican con letras pequeñas.
- Dietmanns
  - Alt-Dietmanns, Neu-Dietmanns
- Dobersberg
  - Brunn, Dobersberg, Goschenreith am Taxenbache, Großharmanns, Hohenau, Kleinharmanns, Lexnitz, Merkengersch, Reibers, Reinolz, Riegers, Schuppertholz
- Gastern
  - Frühwärts, Garolden, Gastern, Immenschlag, Kleinmotten, Kleinzwettl, Ruders, Weißenbach, Wiesmaden
- Groß-Siegharts
  - Ellends, Fistritz, Groß-Siegharts, Loibes, Sieghartsles, Waldreichs, Weinern, Wienings
- Karlstein an der Thaya
  - Eggersdorf, Göpfritzschlag, Goschenreith, Griesbach, Hohenwarth, Karlstein an der Thaya, Münchreith an der Thaya, Obergrünbach, Schlader, Thuma, Thures, Wertenau
- Kautzen
  - Engelbrechts, Groß-Taxen, Kautzen, Kleingerharts, Klein-Taxen, Pleßberg, Reinberg-Dobersberg, Tiefenbach, Triglas
- Ludweis-Aigen
  - Aigen, Blumau an der Wild, Diemschlag, Drösiedl, Drösiedl, Kollmitzgraben, Liebenberg, Ludweis, Oedt an der Wild, Pfaffenschlag, Radessen, Radl, Sauggern, Seebs, Tröbings
- Pfaffenschlag bei Waidhofen
  - Arnolz, Artolz, Eisenreichs, Großeberharts, Johannessiedlung, Kleingöpfritz, Pfaffenschlag bei Waidhofen a.d.Thaya, Rohrbach, Schwarzenberg
- Raabs an der Thaya
  - Alberndorf, Eibenstein, Großau, Koggendorf, Kollmitzdörfl, Liebnitz, Lindau, Luden, Modsiedl, Mostbach, Neuriegers, Niklasberg, Nonndorf, Oberndorf bei Raabs, Oberndorf bei Weikertschlag, Oberpfaffendorf, Pommersdorf, Primmersdorf, Raabs an der Thaya, Rabesreith, Reith, Rossa, Schaditz, Speisendorf, Süßenbach, Trabersdorf, Unterpertholz, Unterpfaffendorf, Weikertschlag an der Thaya, Wetzles, Wilhelmshof, Zabernreith, Zemmendorf, Ziernreith
- Thaya
  - Eggmanns, Großgerharts, Jarolden, Niederedlitz, Oberedlitz, Peigarten, Ranzles, Schirnes, Thaya
- Vitis
  - Eschenau, Eulenbach, Grafenschlag, Großrupprechts, Heinreichs, Jaudling, Jetzles, Kaltenbach, Kleingloms, Kleinschönau, Schacherdorf, Schoberdorf, Sparbach, Stoies, Vitis, Warnungs
- Waidhofen an der Thaya
  - Altwaidhofen, Dimling, Götzles, Hollenbach, Jasnitz, Kleineberharts, Matzles, Puch, Pyhra, Schlagles, Ulrichschlag, Vestenötting, Waidhofen an der Thaya
- Waidhofen an der Thaya-Land
  - Brunn, Buchbach, Edelprinz, Götzweis, Griesbach, Kainraths, Nonndorf, Sarning, Vestenpoppen, Wiederfeld, Wohlfahrts
- Waldkirchen an der Thaya
  - Fratres, Gilgenberg, Rappolz, Rudolz, Schönfeld, Waldhers, Waldkirchen an der Thaya
- Windigsteig
  - Edengans, Grünau, Kleinreichenbach, Kottschallings, Lichtenberg, Markl, Matzlesschlag, Meires, Rafings, Rafingsberg, Waldberg, Willings, Windigsteig